# Afrocamilla neotoma
Afrocamilla neotoma är en tvåvingeart som beskrevs av Barraclough och Fitzgerald 2001. Afrocamilla neotoma ingår i släktet Afrocamilla och familjen gnagarflugor.
Artens utbredningsområde är Colorado. Inga underarter finns listade i Catalogue of Life.